# Detlef Birgfeld

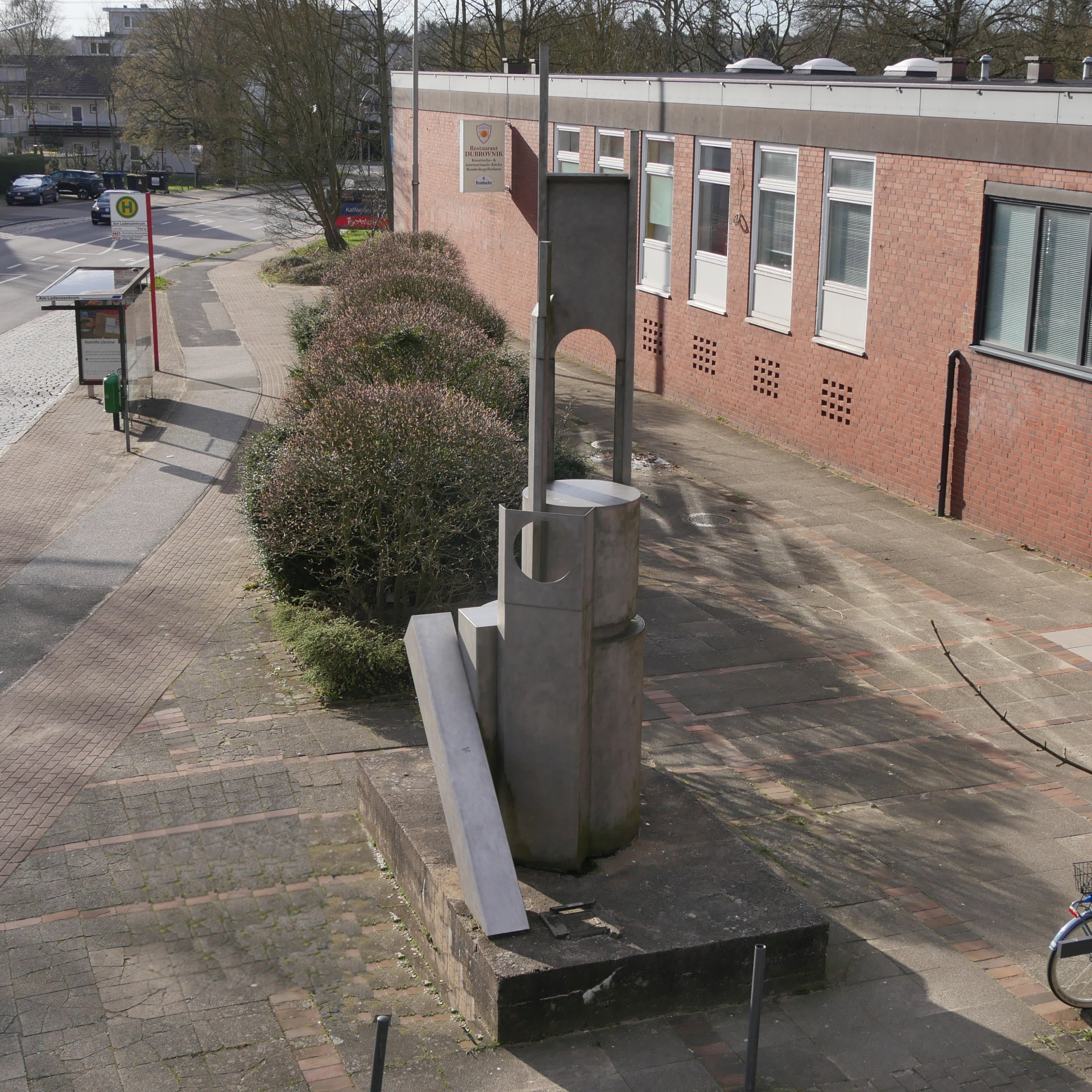
Konstruktivistische Skulptur von Detlef Birgfeld in Hamburg Reinbek (an der Hamburger Straße neben der Holländerbrücke), enthüllt am 6. Mai 1967.

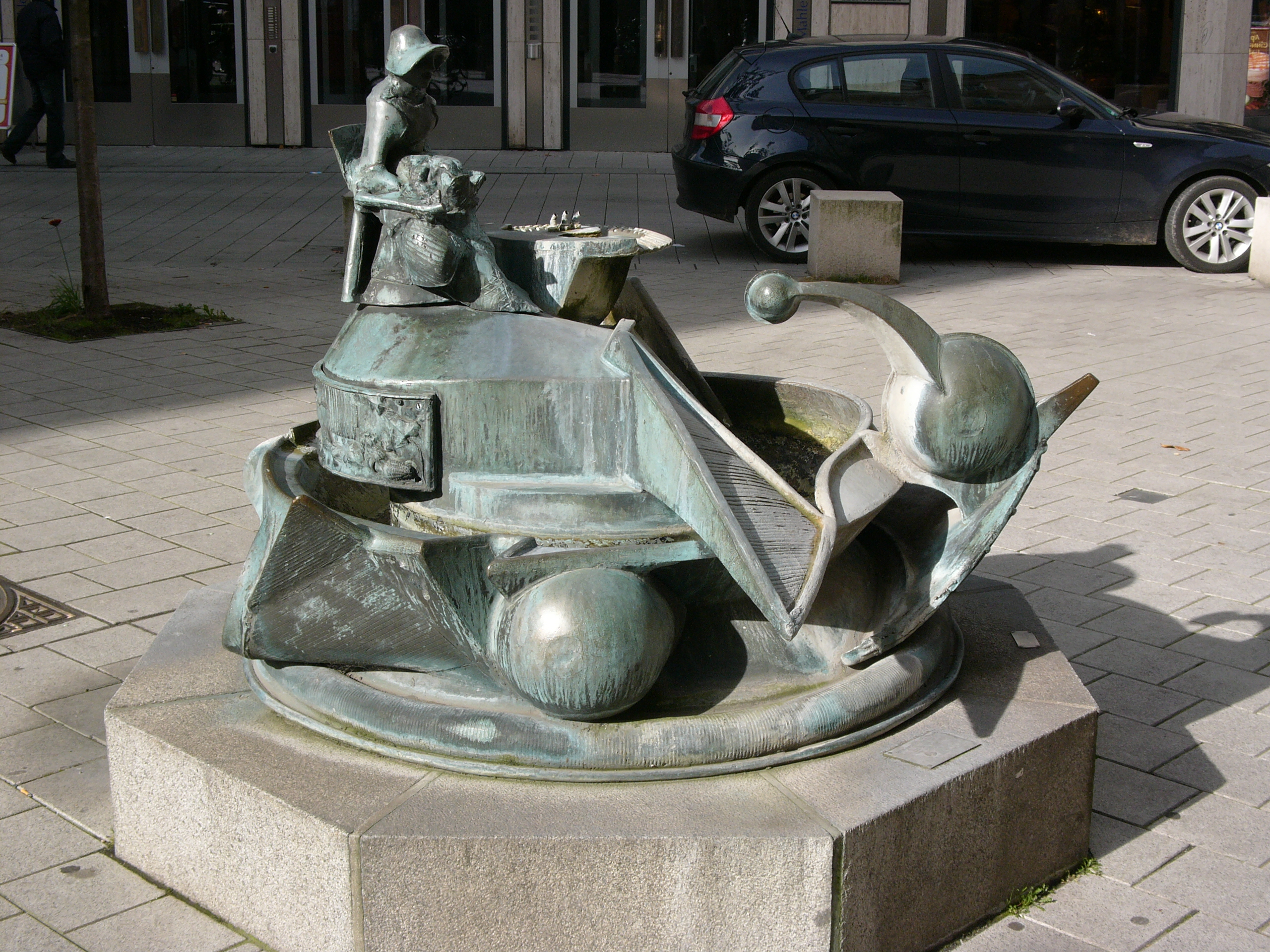
Brunnen von Detlef Birgfeld in den Collonaden, Hamburg (1978)

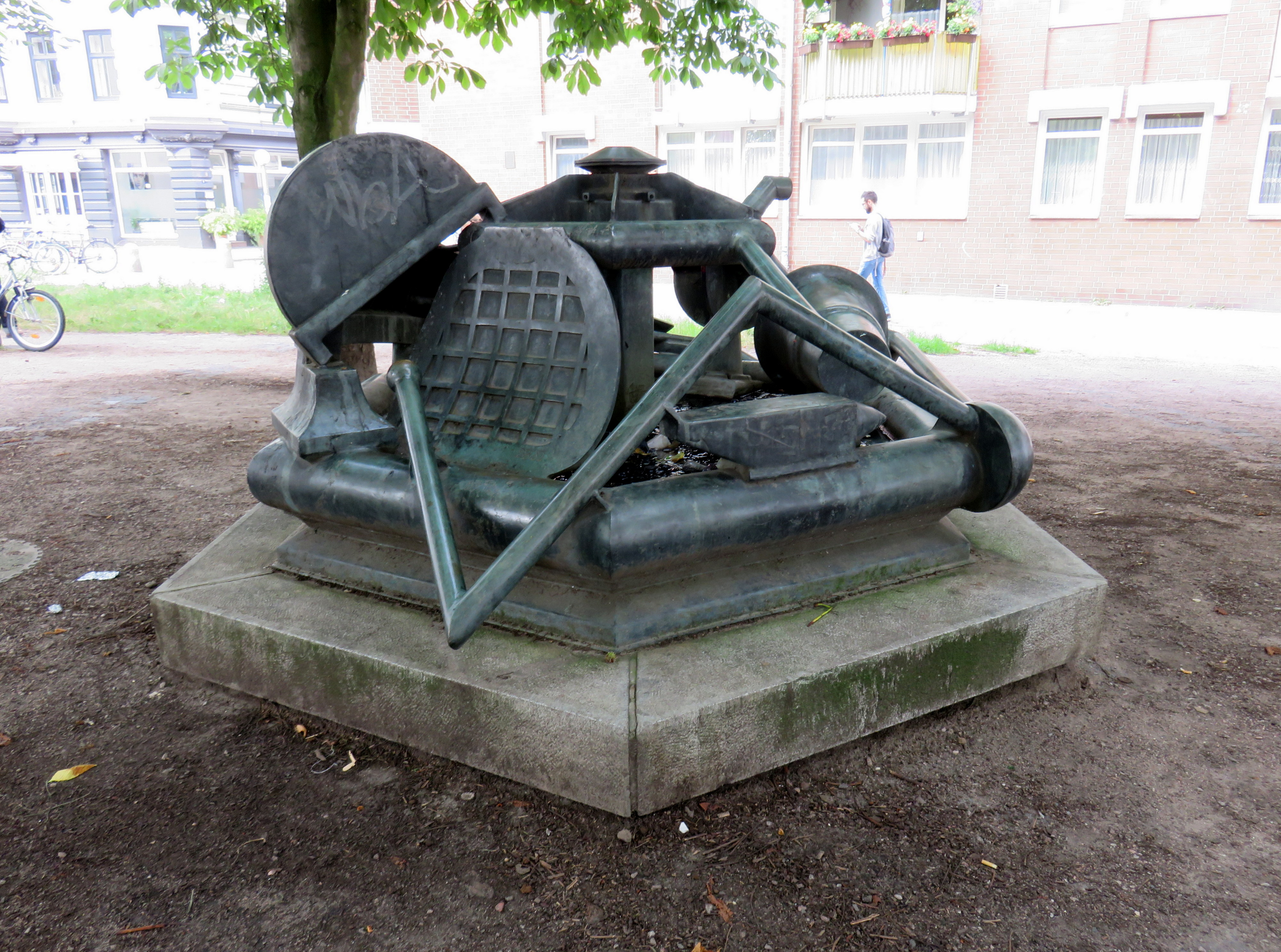
Brunnen von Detlef Birgfeld auf dem Ottensener Marktplatz (1982)

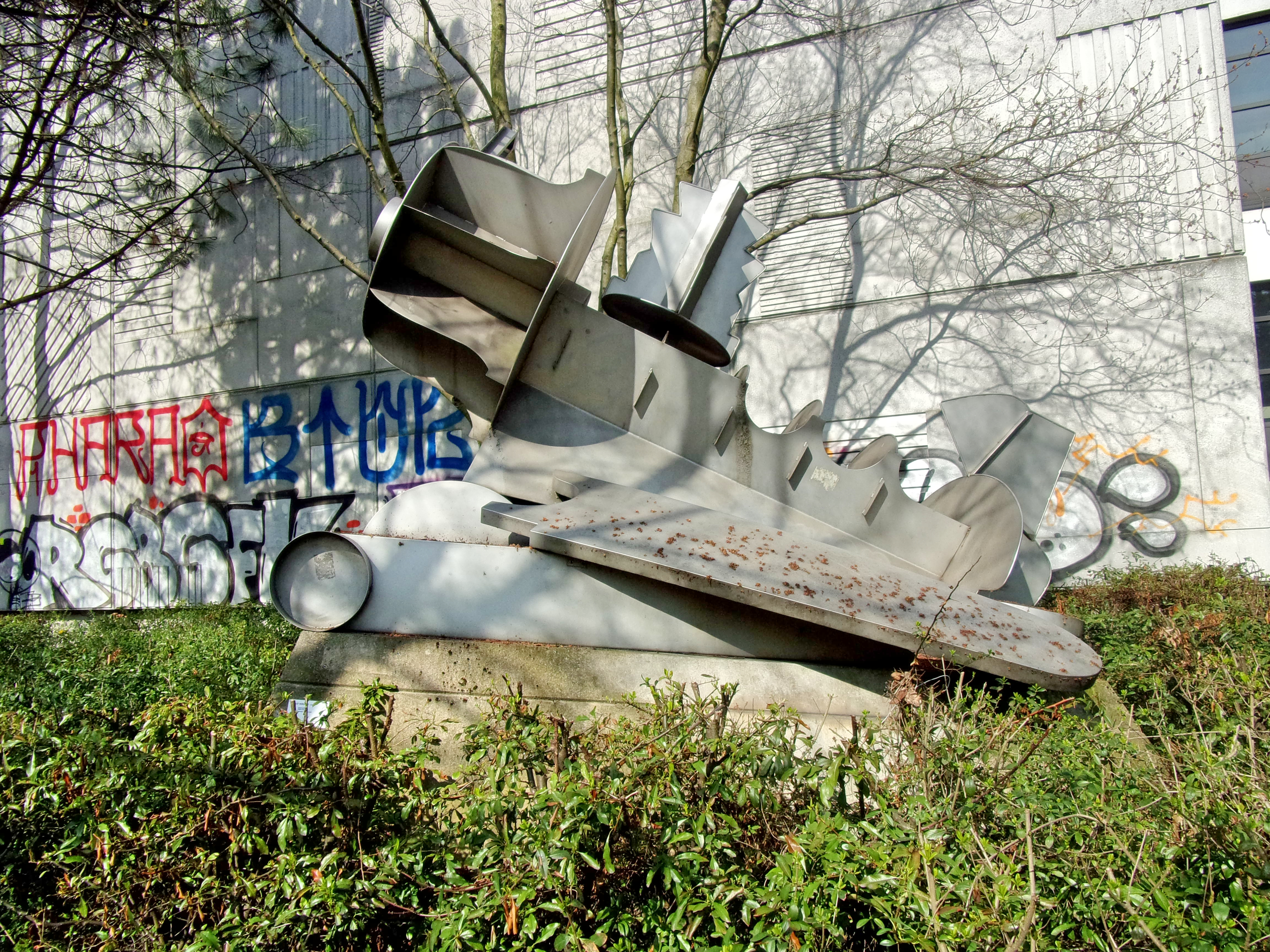
Skulptur von Detlef Birgfeld Gedankenflug vor der Staatsbibliothek Hamburg (1983)

Detlef Birgfeld (* 10. Oktober 1937 in Rostock) ist ein deutscher Bildender Künstler. Nationale und internationale Anerkennung für sein künstlerisches Werk erfuhr Birgfeld vor allem von den 1960er Jahren bis in die frühen 1990er Jahre.

## Leben und Werk
Detlef Birgfeld ist ein Neffe zweiten Grades von Eduard Birgfeld; sein Vater Gunter Birgfeld (1901–1963) und Eduard Birgfeld (1887–1939) waren Cousins. Detlef Birgfeld war verheiratet, hat zwei Söhne und lebt in Berlin.
Er ist das dritte von fünf Kindern des Zahnarztes Gunter Birgfeld und der Hausfrau Charlotte Birgfeld. Er wuchs in seiner Geburtsstadt Rostock auf. 1950 siedelte Detlef Birgfeld mit seiner Schwester zu dem aus der Kriegsgefangenschaft nach Hamburg gezogenen Vater über, die übrige Familie folgte bis 1951. Hier studierte er nach dem Abitur (1957) von 1957 bis 1959 auf Wunsch des Vaters an der Universität Hamburg Medizin und Romanistik und begann 1958 parallel ein Studium an der Hochschule für Bildende Künste Hamburg (HfbK) in der Bildhauerklasse u. a. bei Hans Martin Ruwoldt und Gustav Seitz. Einflussreich in seiner künstlerischen Entwicklung wurde die Begegnung mit Eduardo Paolozzi. Birgfeld studierte bei ihm, als Paolozzi 1961/1962 für zwei Semester Gastdozent an der HfbK war, besuchte ihn im Sommer 1961 für zwei Monate in London und blieb ebendort von 1963 bis 1964 erneut elf Monate lang, in denen er Paolozzis persönlicher Assistent wurde.
1967–1968 lehrte Birgfeld an der Werkkunstschule und Meisterschule für Mode in Hamburg. Von 1969 bis 1983 war Birgfeld Assistent an der Hochschule für Bildende Künste Hamburg; von 1983 bis zu seiner Pensionierung 1998 lehrte er als Professor für Zeichnen an der Hochschule Pforzheim in der Fakultät für Gestaltung.
Birgfeld hielt sich auf der Suche nach künstlerischen Anregungen häufig im Ausland auf, u. a. auf Stromboli (1958, 1959), in London (1961, 1963/1964), Griechenland (1962), der Türkei (1962), Paris (1967, 1968/1969), auf den Kykladen (1970er), ab den späten 1970er Jahren v. a. in New York, Chicago und Boston.
Obgleich ausgebildeter Bildhauer, entwickelte sich Birgfeld in den 1960er und 1970er Jahren zum Montage- und Collage-Künstler Vergleichbar skizziert im Mai 1975 Birgfeld selbst seine Entwicklung:

„Ausgehend von Naturstudien entstanden von 1958 bis 1963 figürliche Skulpturen (…). Aus Pappe konstruierte Hohlkörper, die später mit Gips ausgegossen wurden, gaben den Anstoß, Skulpturen aus Einzelteilen zusammenzusetzen. […] Die weitere Entwicklung führte zu Überlegungen, die gefundenen plastischen Lösungen funktionell in räumliche Situationen zu setzen. (…) Heute versuche ich, Kombinationen von Gegenständen, Räumen und Situationen in Szenerien (…) zusammenzufassen (…).“

Neben mehreren Arbeiten für den öffentlichen Raum, die Birgfeld v. a. in Hamburg ausgeführt hat, wo sie noch zu sehen sind, ist Das Profilierungskarussell die Arbeit, die am meisten Aufmerksamkeit erfahren hat. Sie entstand etwa ab 1975 bis zu ihrer ersten Ausstellung in der Hamburger Kunsthalle 1981. Ausgangspunkt sind Fundstücke, „von der Reisetasche zum Motorrad, vom chinesischen Flugdrachen zum Färberstoff aus Manhattan“, die Birgfeld „nicht erst für dieses Werk, sondern zunächst um ihrer selbst willen seit beinahe 20 Jahren gesammelt“ hatte. Zur Einordnung der Installation gab Birgfeld 1978 an:

„Das Profilierungskarussell, erarbeitet in den letzten drei Jahren, reflektiert in vielschichtiger Weise meinen künstlerischen Werdegang. Figuren und sie umgebende Gegenstände werden als Ensembles gesehen, die – zusammengestellt – größere Gruppierungen bilden. So entstanden Wechselbeziehungen von Gegenständen, Objekten, Figuren und Räumen.“

1980 ergänzte Birgfeld, es handle sich um „eine Parodie auf den Kunstbetrieb“. Entsprechend formulierte Peter Matthäus: „Fundsachen vom Sperrmüll sollen die Jagd nach dem Glück und den Jahrmarkt der Eitelkeiten symbolisieren.“ 1980 wurde über einen möglichen Ankauf des Kunstwerks für 100.000 D-Mark durch die Stadt Hamburg diskutiert.
Birgfelds 1978 in der Hamburger Innenstadt am heutigen Gustav-Mahler-Platz aufgestellte Brunnenskulptur kombiniert abstrakte geometrische Formen mit einer naturalistisch gestalteten sitzenden Frauenfigur, die den Gipfelpunkt des Brunnens markiert und eine Haube trägt, die an das 19. Jahrhundert erinnert. Dieser Brunnen sei in seiner Gestaltung, so Birgfeld, „eine Konzession an den Betrachter“.
1991 berichtete Der Spiegel von einem gescheiterten Kunsthandel zwischen Birgfeld und der Stadt Buchholz in der Nordheide. Danach habe die Stadt für einen neuen Saalbau von Birgfeld eine Plastik zum Preis von 130.000 DM erwerben wollen, „in der ‚Erfahrungen aus jahrelangen Auseinandersetzungen mit Material und Form‘ in Kunst umgesetzt seien“. Nachdem im Nordheider Wochenblatt ein Modell der Skulptur abgebildet worden war, erkannte ein Leser, dass es sich „bei dem Modell um ein Puzzle handelte, das für zehn Mark im Spielwarenhandel erhältlich“ war. Die Stadt habe daraufhin den Kunstkauf annulliert.

## Auszeichnungen
- 1960: 1. Preis im Wettbewerb um eine monumentale Doppelplastik für den Innenhof eines Studentenheims auf Helgoland (Auftrag zur Ausführung 1962, Abschluss 1963)[20]
- 1961ff.: Stipendium der Studienstiftung des deutschen Volkes[21]
- 1964: Stipendium des Lichtwark-Preises des Senats der Hansestadt Hamburg (zusammen mit dem Maler Manfred Großmann) in Höhe von 5.000 DM[22]
- 1966: Auftrag für eine monumentale Plastik für ein Einkaufszentrum in Reinbek bei Hamburg[23]
- 1967: Stipendium für einen dreimonatigen Arbeitsaufenthalt in Paris in Höhe von 1200 Francs, verliehen von der Französischen Jury der Fünften Biennale von Paris 1967 im Fach Skulptur für ausländische Künstler[24]
- 1968–1969: Aufenthalt in der Cité Internationale des Arts, Paris[25]
- 1972–1973: Förderung durch den Kulturkreis im Bundesverband der Deutschen Industrie im Rahmen der ars viva 73: Künstler arbeiten in Industriebetrieben. Zusammenarbeit mit Fried. Krupp GmbH[26]
- 1974: Aufenthaltsstipendium der Akademie der Künste Berlin in der Villa Serpentara in Olevano Romano, Italien[27]
- 1980: Edwin-Scharff-Preis der Hansestadt Hamburg, dotiert mit 15.000 DM[28]
- 1981: Werkstipendium Kunstfonds e. V. Bonn[29]
- 1983: Künstlerhaus Bethanien, Berlin[30]

## Kunstwerke im öffentlichen Raum
- 1963: Zwei lebensgroße Bronzefiguren, Standort: Helgoland
- 1967: Monumentale Plastik, Standort: an der Hamburger Straße neben der Holländerbrücke in Reinbek, eingeweiht am 6. Mai 1967[31]
- 1969: Plastik, Edelstahl, Standort: Institut für Pharmazie, Laufgraben 10, 20146 Hamburg (Rotherbaum)[32]
- 1976: Tiergeschichte, Skulptur, Bronze, Standort: Alsterdorfer Straße 503a, 22337 Hamburg[33]
- 1978: Brunnen, Bronze, Standort: Gustav-Mahler-Platz in Hamburg-Neustadt[34]
- 1982: Brunnen, Bronze, Standort: Ottenser Marktplatz in Hamburg-Ottensen[35]
- 1983: Gedankenflug, Aluminium, Standort: Staats- und Universitätsbibliothek, Grindelallee, Von-Melle-Park 3, Hamburg[36]

## Einzel- und Gruppenausstellungen (Auswahl)
- 1963: Junger Westen, Recklinghausen[37]
- 1965: Galerie Tillybs, Hamburg (Einzelausstellung)[38]
- 1965: Reuchlin-Haus, Pforzheim (Einzelausstellung)[39]
- 1965: Kunstpreis der Jugend, Stuttgart und Bochum[40]
- 1965: Darmstädter Sezession[41]
- 1965: Studio im Schloss, Oldenburg i.O.[42]
- 1966: Deutscher Künstlerbund, Essen[43]
- 1967: Wege 67, Museum am Ostwall, Dortmund[44]
- 1968: Junge deutsche Plastik, Duisburg[45]
- 1968: Akademie der Künste (Berlin)[46]
- 1970: Eisen- und Stahlplastik 1930–70, Stuttgart[47]
- 1970: Jetzt, Kunsthalle Köln[48]
- 1973: Objekte im Kunsthaus – Kunsthaus als Objekt, Hamburg[49]
- 1975: Detlev Birgfeld. Plastiken Collagen Zeichnungen. 1961–1974, 24. April – 16. Juni und 4. August – 13. September 1975, Galerie Hauptmann, Hamburg
- 1973/1974: ars viva 73: Künstler arbeiten in Industriebetrieben, Kestner-Gesellschaft Hannover und Kunsthalle Nürnberg[50]
- 1978: Hamburger Kunstwochen ’78. Detlef Birgfeld, Dieter Glasmacher, Heinz-Friedrich Hemer, Adam Jankowski, Margrit Kahl, Rolf Laute, Hilmar und Renate Liptow, Renate Reimers, Charly Wüllner 20. Juli–3. September 1978, Kunstverein in Hamburg 1978[51]
- 1980: Detlef Birgfeld. Arbeiten von 1957 bis 1975, 27.06.–03.08.1980, Freie Akademie der Künste in Hamburg[52]
- 1980/1981: Das Profilierungskarussell, Hamburger Kunsthalle, 28. Juni – 3. August 1980, Wilhelm-Lehmbruck-Museum der Stadt Duisburg, 24. August – 28. September 1980, und Württembergischer Kunstverein in Stuttgart, 12. Februar–15. März 1981.[53]
- 1982: Halle 6, Gelände der ehemaligen Kampnagel-Kranfabrik in Hamburg, Mai–Juni 1982[54]
- 1983: Zeichner in Hamburg. Interversa: 100. Ausstellung. In Zusammenarbeit mit der Hamburger Kunsthalle. 2. Juni – 26. August 1983, Foyer Esplanade 39, Hamburg.[55]
- 1986; 3. Triennale Fellbach 1986. Kleinplastik, 28. Juni – 10. August 1986[56]
- 1987; Bernd Berner, Detlef Birgfeld, Hetum Gruber, Klaus Heider, Peter Jacobi. 12. April – 10. Mai 1987, Kunst- und Kunstgewerbeverein Pforzheim[57]